# Đỗ Thị Lý
Đỗ Thị Lý (hay NSƯT Đỗ Lý), là một diễn viên chèo thuộc biên chế nhà hát Chèo Ninh Bình. NSƯT Đỗ Lý là một trong những gương mặt nghệ sĩ tiêu biểu của chèo Ninh Bình, Cô đã giành nhiều huy chương tại các cuộc thi nghệ thuật sân khấu chèo chuyên nghiệp. Đặc biệt trong 5 kỳ hội diễn sân khấu chèo chuyên nghiệp gần đây, Nhà hát Chèo Ninh Bình tham gia cả 5 lần thì NSƯT Đỗ Lý có 4 lần tham dự và đều giành huy chương cá nhân.

## Tiểu sử
Nghệ sĩ chèo Đỗ Lý, sinh ngày 10 tháng 5 năm 1987 tại xã Quảng Lạc, Nho Quan, Ninh Bình. Sinh ra trong một gia đình không có truyền thống hoạt động nghệ thuật nhưng Đỗ Lý lại rất đam mê với nghệ thuật và có năng khiếu về lĩnh vực sân khấu chèo.
Năm 2005, sau khi tốt nghiệp trường THPT Nho Quan A, Đỗ Thị Lý được tuyển chọn vào học khóa 1 tại Nhà hát Chèo Ninh Bình. Từ đó, NSƯT Đỗ Lý đã và đang gắn bó với nhà hát Chèo Ninh Bình.

## Sự nghiệp
Năng khiếu nghệ thuật của Đỗ Thị Lý được bộc lộ khá sớm. Từ nhỏ đã hoạt động say sưa trong đội văn nghệ của lớp, của trường, nhiều lần đi dự hội thi, hội diễn của huyện, của tỉnh do ngành Giáo dục - Đào tạo tổ chức đều đạt giải cao. Đỗ Thị Lý đã thi tuyển vào lớp đào tạo sân khấu chèo thuộc Nhà hát Chèo Ninh Bình, khoá học 2005-2008. Sau khi ra trường, vào cuối năm 2008, Đỗ Lý được tuyển vào đoàn chèo 1 - Nhà hát Chèo Ninh Bình.
Năm 2014, Tại Cuộc thi tài năng trẻ diễn viên sân khấu Chèo chuyên nghiệp toàn quốc - 2014, Đỗ Thị Lý đã giành huy chương bạc với vai diễn Thị Nở.
Năm 2016, Tại Cuộc thi Nghệ thuật sân khấu Chèo chuyên nghiệp toàn quốc năm 2016, Nhà hát Chèo Ninh Bình giành huy chương bạc với vai diễn Châu Long trong vở "Lưu Bình trả nghĩa"; Đỗ Thị Lý cũng giành huy chương bạc cá nhân với vai diễn Châu Long.
Năm 2017, Cuộc thi Tài năng trẻ Diễn viên sân khấu Tuồng, Chèo chuyên nghiệp toàn quốc diễn ra ở Thanh Hóa, Đỗ Thị Lý giành huy chương bạc với vai diễn Châu Long trong vở chèo Lưu Bình - Dương Lễ.
Năm 2019, Tại Liên hoan sân khấu chèo toàn quốc diễn ra tại Bắc Giang, Đỗ Lý xuất sắc giành huy chương vàng với vai diễn Nhũ Mẫu trong vở chèo "Người con của Vạn Thắng Vương".
Năm 2022, Nghệ sĩ Đỗ Lý đã được Bộ Văn hóa thể thao du lịch đề nghị xét tặng là Nghệ sĩ ưu tú lĩnh vực nghệ thuật sân khấu chèo. Ngày 10/10/2023, Nghệ sĩ ưu tú Đỗ Lý cùng với 2 nghệ sĩ Bá Toản và Lê Anh Tú thuộc Nhà hát Chèo Ninh Bình chính thức có mặt trong danh sách nghệ sĩ ưu tú.

## Thành tích
- Huy chương vàng Tại Liên hoan sân khấu chèo toàn quốc Bắc Giang 2019
- Huy chương bạc cuộc thi Nghệ thuật Sân khấu chèo chuyên nghiệp toàn quốc 2016 tại Ninh Bình.[7]
- Huy chương bạc Cuộc thi Tài năng trẻ Diễn viên sân khấu Tuồng, Chèo chuyên nghiệp toàn quốc 2017 diễn ra ở Thanh Hóa.
- Huy chương bạc Cuộc thi tài năng trẻ diễn viên sân khấu Chèo chuyên nghiệp toàn quốc - 2014.[8]